# La Marque
La Marque ist eine Stadt im Galveston County im US-Bundesstaat Texas in den Vereinigten Staaten. Das U.S. Census Bureau hat bei der Volkszählung 2020 eine Einwohnerzahl von 18.030 ermittelt.

## Geographie
Die Stadt liegt im Südosten von Texas an der Interstate 45, dem Highway 45 sowie den Farm Roads 519, 1765 und 2004, 20 Kilometer nordwestlich von Galveston und dem Golf von Mexiko entfernt. Der Ort hat eine Gesamtfläche von 36,9 km².

## Demografische Daten
Nach der Volkszählung im Jahr 2000 lebten hier 13.682 Menschen in 5.237 Haushalten und 3.713 Familien. Die Bevölkerungsdichte betrug 371,5 Einwohner pro km². Ethnisch betrachtet setzte sich die Bevölkerung zusammen aus 55,84 % weißer Bevölkerung, 34,69 % Afroamerikanern, 0,46 % amerikanischen Ureinwohnern, 0,47 % Asiaten, 0,03 % Bewohnern aus dem pazifischen Inselraum und 6,21 % aus anderen ethnischen Gruppen. Etwa 2,31 % waren gemischter Abstammung und 15,43 % der Bevölkerung waren spanischer oder lateinamerikanischer Abstammung.
Von den 5.237 Haushalten hatten 30,4 % Kinder unter 18 Jahre, die im Haushalt lebten. 48,3 % davon waren verheiratete, zusammenlebende Paare. 17,2 % waren allein erziehende Mütter und 29,1 % waren keine Familien. 24,7 % aller Haushalte waren Singlehaushalte und in 10,7 % lebten Menschen, die 65 Jahre oder älter waren. Die Durchschnittshaushaltsgröße betrug 2,58 und die durchschnittliche Größe einer Familie belief sich auf 3,06 Personen.
25,7 % der Bevölkerung waren unter 18 Jahre alt, 9,0 % von 18 bis 24, 26,2 % von 25 bis 44, 23,5 % von 45 bis 64, und 15,6 % die 65 Jahre oder älter waren. Das Durchschnittsalter war 38 Jahre. Auf 100 weibliche Personen aller Altersgruppen kamen 90,4 männliche Personen. Auf 100 Frauen im Alter von 18 Jahren und darüber kamen 86,9 Männer.

Das jährliche Durchschnittseinkommen eines Haushalts betrug 34.841 USD, das Durchschnittseinkommen einer Familie 39.081 USD. Männer hatten ein Durchschnittseinkommen von 32.099 USD gegenüber den Frauen mit 27.292 USD. Das Prokopfeinkommen betrug 17.518 USD. 17,5 % der Bevölkerung und 13,5 % der Familien lebten unterhalb der Armutsgrenze. Davon waren 26,6 % Kinder und Jugendliche unter 18 Jahren und 9,8 % waren 65 oder älter.